# Autento
Autento est le nom d'un cultivar de pommier domestique.

## Description
- Épicarpe : rouge.

Le fruit est rouge orange sur fond jaune.

## Origine
- Création : Delbard à Malicorne, France.

## Parenté
Le nom de la variété est "Delcoros".
La pomme Autento résulte du croisement: Delbard Jubilé delgollune × Cox's Orange Pippin.

## Pollinisation
- Pollinisateurs: Elstar, ...

## Maladies
- tavelure : peu susceptible.
- Mildiou :  moyennement susceptible.

Cette résistance aux maladies en fait une pomme réservée au marché bio.

## Culture
En 2009, la pomme est cultivée en Allemagne et en Grande-Bretagne et testée dans quelques exploitations françaises principalement au nord de la Loire.
Cette variété n’est guère adaptée aux conditions climatiques du sud de la France puisqu’elle a une légère sensibilité à la vitrescence et au scald (échaudure).